# Burgstall Hagenau (Landkreis Freising)
Der Burgstall Hagenau ist eine abgegangene Burg am nördlichen Ortsrand von Hagenau, einem Ortsteil der Gemeinde Kranzberg im Landkreis Freising in Bayern.
Er ist als verebneter Wasserburgstall des hohen Mittelalters („Hagenau“) in der Denkmalliste des Bayerischen Landesamtes für Denkmalpflege unter der Aktennummer D-1-7635-0168 im Bayernatlas als „verebneter Wasserburgstall des hohen Mittelalters ("Hagenau")“ verzeichnet. Von der ehemaligen Wasserburg sind nur noch Bodenreste erkennbar.
Urkundliche Hinweise gibt es 1082–1097 auf einen Cuntbold de Haginau, der den hochfreien Herren von Hagenau zuzuordnen ist. Der letzte Stammsitz der Hagenauer in Allershausen in Bayern wurde Ende des 15. Jahrhunderts von dem Edlen Herren Stephan Hagenauer von Allershausen verkauft.